# Lina Schuller
Lina Marie Schuller (* 12. August 1986 in München) ist eine deutsche Schauspielerin.
In der Krimi-Serie Inspektor Rolle spielte sie die Tochter Anna Rolle des Inspektors Ringo Rolle, in der zweiten Staffel der Familienserie Familie Dr. Kleist die Nebenrolle der Julia. Sie ist die Tochter des Journalisten Konrad Schuller.

## Filmografie
- 2002: Inspektor Rolle: Sex-Inserate
- 2004: Inspektor Rolle: Herz in Not
- 2004: Inspektor Rolle: Tod eines Models
- 2004: Die Kette
- 2005/2006: Vier Fenster
- 2007–2008: Familie Dr. Kleist (Fernsehserie)